# رابرت اسپزه
رابرت اسپزه (انگلیسی: Robert Espeseth؛ زادهٔ ۲۵ اکتبر ۱۹۵۳) قایقران روئینگ اهل ایالات متحده آمریکا است. وی از سال ۱۹۸۹ میلادی تاکنون مشغول فعالیت بوده‌است.
وی در مسابقات کشوری و بین‌المللی در مجموع برندهٔ ۱ مدال برنز شده‌است.